# 144 Vibilia
144 Vibilia är en asteroid upptäckt 3 juni 1875 av astronomen Christian Heinrich Friedrich Peters i Clinton, New York. Asteroiden har fått sitt namn efter Vibilia, en gudinna inom romersk mytologi.
Ockultationer har observerats flera gånger.